# الدوري البيروي لكرة القدم 1985
الدوري البيروفي لكرة القدم 1985 (بالإسبانية: Campeonato Descentralizado 1985)‏ هو الموسم 57 من الدوري البيروفي لكرة القدم. كان عدد الأندية المشاركة فيه 30، وفاز فيه الجامعي دي بيرو.